# 帕拉代斯希爾斯 (新墨西哥州)
帕拉代斯希爾斯（英語：Paradise Hills）是位於美國新墨西哥州伯納利歐縣的普查規定居民點。

## 人口
根據2020年美國人口普查的數據，帕拉代斯希爾斯的面積為2.65平方千米，皆為陸地。當地共有人口4329人，而人口密度為每平方千米1,633.58人。